# Omid Abtahi
Omid Abtahi (Teheran, 12 de juliol de 1979) és un actor iranià naturalitzat estatunidenc.

## Biografia
Abtahi va néixer a Teheran, Iran. Als 5 anys es va traslladar a París amb la seva família i més tard es van traslladar als Estats Units, i finalment es van traslladar a Irvine, Orange County, Califòrnia quan tenia 10 anys. Abtahi es va graduar a la University High School d'Irvine el 1997 i va assistir a la California State University, Fullerton. Va començar a estudiar publicitat, després va estudiar una segona especialitat en teatre i es va graduar el 2002.

## Carrera
Abans d'actuar a la televisió, Abtahi va actuar a l'escenari en moltes produccions teatrals, com ara Fraulein Else al Berkeley Repertory, McCarter Theatre i Longwarf Theatre; Adoració de la vella al Sundance Theatre Lab i la vostra típica comèdia romàntica quotidiana al Kennedy Center. També ha protagonitzat les sèries de televisió JAG, Judging Amy i 24. Va interpretar a Justin Yates a Ghost Whisperer.

## Filmografia (parcial)

### Cine
| Any  | Títol                                 | Paper                | Notes |
| ---- | ------------------------------------- | -------------------- | ----- |
| 2006 | Retalls de la meva vida               | Gerent de restaurant |       |
| 2008 | The Mysteries of Pittsburgh           | Mohammed             |       |
| 2008 | Ocean of Pearls                       | Amrit Singh          |       |
| 2008 | The Last Lullaby                      | Van                  |       |
| 2009 | Brothers                              | Yusuf                |       |
| 2012 | Argo                                  | Reza                 |       |
| 2014 | Boys of Abu Ghraib                    | Ghazi Hammoud        |       |
| 2015 | The Hunger Games: Mockingjay – Part 2 | Homes                |       |
| 2016 | Window Horses                         | Ramin (veu)          |       |
| 2021 | Justice Society: World War II         | Hawkman (veu)        | Video |

### Televisió
| Any       | Títol                                   | Paper                    | Notes                                           |
| --------- | --------------------------------------- | ------------------------ | ----------------------------------------------- |
| 2005      | JAG                                     | Wahid                    | Episodi: "Heart of Darkness"                    |
| 2005      | Judging Amy                             | Reza Ajami               | Episodi: "The New Normal"                       |
| 2005      | Over There                              | Pfc. Tariq Nassiri       | 12 episodis                                     |
| 2005–2009 | 24                                      | Safa / Jibraan Al-Zarian | 4 episodis                                      |
| 2006      | Sleeper Cell                            | Salim                    | 7 episodis                                      |
| 2007      | CSI: Crime Scene Investigation          | Chandru 'Dru' Kambhatla  | Episodi: "The Good, the Bad and the Dominatrix" |
| 2007      | The Unit                                | The Boss                 | Episodi: "Play 16"                              |
| 2007–2008 | Ghost Whisperer                         | Justin Yates             | 3 episodis                                      |
| 2008      | Terminator: The Sarah Connor Chronicles | Sumner                   | Episodi: "Gnothi Seauton"                       |
| 2008      | Eli Stone                               | Amir Khan                | Episodi: "Should I Stay or Should I Go?"        |
| 2008      | My Own Worst Enemy                      | Tony Nazari              | 9 episodis                                      |
| 2009      | Can Openers                             | Ali                      | TV movie                                        |
| 2009      | Bones                                   | Hal Shirazi              | Episodi: "The Bones That Foam"                  |
| 2009      | NCIS                                    | Saleem Ulman             | 2 episodis                                      |
| 2009–2010 | FlashForward                            | Ed Fiore                 | 2 episodis                                      |
| 2009–2010 | Three Rivers                            | Dr. Yousef Khouri        | 2 episodis                                      |
| 2010      | Pleading Guilty                         | Jonathan Ziven           | TV movie                                        |
| 2010      | The Event                               | William                  | 2 episodis                                      |
| 2010      | Nikita                                  | Amir Komera              | Episodi: "Resistance"                           |
| 2010      | The Mentalist                           | Markham Shankar          | Episodi: "Red Hot"                              |
| 2010      | Grey's Anatomy                          | Aasif                    | Episodi: "Something's Gotta Give"               |
| 2010–2013 | Star Wars: The Clone Wars               | Cadet Amis (veu)         | 2 episodis                                      |
| 2011      | Fringe                                  | Simon Phillips           | Episodi: "Concentrate and Ask Again"            |
| 2011      | Homeland                                | Raqim Faisel             | 3 episodis                                      |
| 2011      | Hide                                    | Neil                     | TV movie                                        |
| 2012      | The Good Wife                           | Samir                    | Episodi: "Live From Damascus"                   |
| 2012      | Family Guy                              | Prince Faisal (veu)      | Episodi: "Leggo My Meg-O"                       |
| 2012      | Covert Affairs                          | Sayid al-Muqri           | Episodi: "Hello Stranger"                       |
| 2012–2013 | Last Resort                             | Nigel                    | 5 episodis                                      |
| 2013      | Family Guy                              | Mahmoud (veu)            | Episodi: "Turban Cowboy"                        |
| 2013      | Castle                                  | Waqas Rasheed            | Episodi: "Dreamworld"                           |
| 2013      | NCIS: Los Angeles                       | Ari Sayed                | 2 episodis                                      |
| 2013      | Revolution                              | Captain Riley            | 2 episodis                                      |
| 2014      | Legends                                 | Bashir Al-Kanazer        | 2 episodis                                      |
| 2014      | Those Who Kill                          | Detective Jerry Molbeck  | 10 episodis                                     |
| 2015      | Better Call Saul                        | Detective Abbasi         | 3 episodis                                      |
| 2016      | Damien                                  | Amani Golker             | 10 episodis                                     |
| 2017      | Shameless                               | Sameer                   | Episodi: "Frank's Northern Shuttle Express"     |
| 2017      | Hawaii Five-0                           | Naser Salaam             | Episodi: "He ke'u na ka 'alae a Hina"           |
| 2017–2021 | American Gods                           | Salim                    | 21 episodis                                     |
| 2018      | The Crossing                            | Jake                     | 2 episodis                                      |
| 2018      | We Bare Bears                           | Kale (veu)               | Episodi: "The Limo"                             |
| 2019      | Love, Death & Robots                    | Wes (veu)                | Episodi: "Sonnie's Edge"                        |
| 2019      | DuckTales                               | Faris D'jinn (veu)       | 2 episodis                                      |
| 2019–2023 | The Mandalorian                         | Penn Pershing            | 5 episodis                                      |
| 2021–2022 | Fear the Walking Dead                   | Howard                   | 8 episodis                                      |
| 2021      | The Lost Symbol                         | Inmate                   | Episodi: "As Above, So Below"                   |
| 2022–2023 | Kung Fu Panda: The Dragon Knight        | Alfie (voice)            | 4 episodis                                      |
| 2023      | Moon Girl and Devil Dinosaur            | Ahmed (voice)            | 4 episodis                                      |
| 2023      | City on Fire                            | Detective Ali Parsa      | 8 episodis                                      |